# Siergiej Kudrin
Siergiej Kudrin ros. Сергей Геннадьевич Кудрин (ur. 7 września 1959 w Nowosybirsku) – amerykański szachista pochodzenia rosyjskiego, arcymistrz od 1984 roku.

## Kariera szachowa
Od połowy lat 80. należy do szerokiej czołówki amerykańskich szachistów. Dwukrotnie reprezentował barwy swojego kraju na olimpiadach szachowych, w latach 1988 i 1994. W roku 1999 wystąpił w Groningen w mistrzostwach świata systemem pucharowym, w I rundzie przegrywając z Ivanem Sokolovem. Po raz drugi w mistrzowskim turnieju wystąpił w roku 2004 w Trypolisie, odpadając w II rundzie, po porażce z Hichamem Hamdouchim. Poza tym, w 2005 roku wystartował w Pucharze Świata, w I rundzie ulegając Pawłowi Eljanowowi. Wielokrotnie startował w finałach indywidualnych mistrzostw Stanów Zjednoczonych, najlepszy wynik osiągając w 2008 w Tulsie, gdzie zdobył brązowy medal.
Do sukcesów Siergieja Kudrina w międzynarodowych turniejach należą m.in. dz. I m. w Kopenhadze (1983, turniej Politiken Cup, wraz z Istvanem Csomem), dz. I w Beer Szewewie (1984, wraz z Wiktorem Korcznojem), II m. w Valjevie (1984, za Vladimirem Raiceviciem), dz. II m. w Borze (1984, za Slobodanem Martinoviciem, wraz z Nino Kirowem i Borislavem Ivkovem), dz. II w Amsterdamie (1985, turniej OHRA B, za Ferdinandem Hellersem, wraz z Ivanem Farago, Bojanem Kurajica i Danielem Camporą), Londynie (1988, dz. I m. wraz z Davidem Norwoodem i Michaelem Adamsem), Bernie (1988, dz. II m. za Miso Cebalo, wraz z Danielem Kingiem), Salamance (1989, dz. I m. wraz z Manuelem Rivas Partorem i Tamazem Giorgadze), Las Palmas (1989, I m.) oraz w Mermaid Beach (1997, dz. I m. wraz z Johnem Donaldsonem). W 2009 odniósł kolejny sukces, dzieląc I m. w Indianapolis (turniej US Open, wspólnie z Alexem Lendermanem, Jesse Kraaiem, Aleksiejem Jermolinskim, Dmitrijem Gurewiczem i Jackiem Stopą).
Najwyższy ranking w swojej karierze osiągnął 1 lipca 1992 z wynikiem 2580 punktów dzielił wówczas 67-72. miejsce na światowej liście FIDE, jednocześnie zajmując 9. miejsc wśród szachistów Stanów Zjednoczonych.